# Charles Rennie Mackintosh
Charles Rennie Mackintosh, škotski arhitekt, oblikovalec in akvarelist, * 7. junij 1868, Glasgow, Škotska, † 10. december 1928, London
Mackintosh je med najpomembnejšimi osebnostmi britanskega modernega sloga. V svojem pristopu je bil blizu evropskemu simbolizmu. Skupaj z ženo Margaret Macdonald je vplival na evropska oblikovalska gibanja, kot sta bila art nouveau in secesija, ter so ga čislali veliki modernisti, kot je bil Josef Hoffmann.

## Galerija
- The Willow Tearooms v Sauchiehall Street, Glasgow
- Room de Luxe v The Willow Tearooms z Mackinthoshevim oblikovanjem pohištva in prostora
- Šola Scotland Street v Glasgowu
- The Lighthouse (Svetilnik)
- Hill House, Helensburg
- Mackintosheva risba za Windy Hill
- Omarica v Ontarijskem kraljevem muzeju
- Pročelje (severna stran) Glasgowske šole za umetnost
- Kip Mackintosha v Glasgowu. Kipar Andy Scott